# جاك إيفانز (مصارع محترف)
جاك إيفانز (بالإنجليزية: Jack Evans) هو مصارع محترف أمريكي، ولد في 2 أبريل 1982 في فوونتين فالي في الولايات المتحدة.

## وصلات خارجية
- جاك ميلر على موقع WrestlingData.com (الإنجليزية)
- جاك ميلر على موقع CageMatch worker (الإنجليزية)
- جاك ميلر على موقع قاعدة بيانات المصارعة على الإنترنت (الإنجليزية)
- جاك ميلر على موقع عالم المصارعة على الإنترنت (الإنجليزية)
- جاك ميلر على موقع IMDb (الإنجليزية)